# 6-я парашютная дивизия (вермахт)
6-я парашютная дивизия (нем. 6. Fallschirmjäger-Division) — создана в июне 1944 года во Франции.

## Боевой путь дивизии
В июне 1944 года — формировалась во Франции (в районе Амьена).
С августа 1944 года — бои на северо-западе Франции, затем в Бельгии против американо-британских войск. В декабре 1944 — участвовала в Арденнском наступлении.
В 1945 году — бои на территории Нидерландов. В мае 1945 — остатки дивизии взяты в британский плен.

## Состав дивизии
- 16-й парашютный полк
- 17-й парашютный полк
- 18-й парашютный полк
- 6-й артиллерийский полк
  - противотанковый батальон
  - минометный батальон
  - зенитный батальон
  - сапёрный батальон
  - батальон связи
  - запасный батальон
  - санитарный батальон

## Командиры дивизии
- с 1 июня 1944 — генерал-лейтенант Рюдигер фон Хайкинг
- с 1 октября 1944 — генерал-лейтенант Герман Плохер